# NGC 607
NGC 607 est constitué de trois étoiles situées dans la constellation de la Baleine. 
L'astronome prussien Heinrich d'Arrest a enregistré la position de ces étoiles le 23 aout 1881.